# Тсоору
Тсоору (ест. Tsooru) — село в Естонії, входить до складу волості Антсла, повіту Вирумаа.